# John Horus
Personaje de ficción de la historieta "Black Summer", creada por Warren Ellis y publicada por Avatar Press. John Horus es un superhéroe que realiza magnicidio en los Estados Unidos de América, acusando al presidente de muchos crímenes. Si bien no se hacen referencias exactas, los cargos que se le imputan al susodicho presidente son aplicables al gobierno de George W. Bush

## Descripción
John Horus es el miembro más poderoso del grupo Las Siete Armas. Hasta matar al presidente y a todos en la Oficina Oval, había sido el miembro más popular, y fue muchas veces un invitado del Presidente mismo. 
Es un personaje rubio y de ojos claros, con mentón prominente y nariz pequeña. Se viste en ropas blancas que recuerdan el uniforme de un oficial durante la Guerra de Secesión, pero con símbolos masónicos, o guardas como el Ojo de Ra. Su casco parece una versión libre del casco del mutante Magneto de Marvel Comics

## Historia
John Horus es un científico muy inteligente y moralmente muy preocupado, que es convencido por Tom Noir de participar en el proyecto de las Siete Armas, para limpiar la ciudad en la que viven del crimen organizado y la policía corrupta. Tom accede, y se forma el grupo. Resulta ser el más poderoso, y en el inicio de la historia, John decide asesinar al Presidente de los Estados Unidos y a todo su gabinete, creando un caos local absoluto.

## Poderes y Armas
John se beneficia de las mejoras de las demás Armas: el equipo ofensivo de Blacksmith, el sistema de vuelo de Angela, y las mejoras básicas de Tom Noir. La contribución personal de John fue la personalización de su arma. En lugar de un arma de mano, la suya es un enjambre de artefactos flotantes con forma de ojos que funcionan como plataformas de armas ofensivas-defensivas, haciéndolo virtualmente invencible. Los ojos mostraron la capacidad de enfrentarse a varios bombardeos nucleares, y Tom Noir dice que Horus "puede construir ciudades desde el barro" con sus mejoras. 